# Marcel Nogues
Marcel Joseph Maurice Nogues (24. ledna 1895, Paříž – 5. října 1919) byl 22.–25. nejúspěšnější francouzský stíhací pilot první světové války s celkem 13 uznanými sestřely.
Patřil mezi specialisty na sestřelování balónů – z jeho 13 sestřelů bylo 5 balónů.
Do francouzské armády vstoupil 4. září 1914 a nejprve sloužil u dělostřelectva. K letectvu byl přeřazen 24. ledna 1916 a už 20. května získal pilotní licenci. Po absolvování dalšího výcviku byl 26. září 1916 přiřazen k escadrille N.12 a na jaře 1917 dosáhl svých prvních dvou vítězství. Ale 13. dubna 1917 byl zajat, když ho sestřelil Albert Dossenbach z Jasta 36. Z německého zajetí brzy uprchl a vrátil se do služby. 13. srpna 1917 byl v boji těžce zraněn a po vyléčení se 11. dubna 1918 připojil k SPA.57. V jejích řadách sestřelil dalších 6 nepřátelských letounů a 5 pozorovacích balónů.
Za války sloužil u jednotek N.12, SPA.57 a SPA.172.
Během války získal mimo jiné tato vyznamenání: Médaille militaire, Légion d'honneur a Croix de Guerre.
Zemřel 5. října 1919, když hrál ragby.